# Mercedes-Benz Lo 2000
Mercedes-Benz Lo 2000 — середньотоннажний вантажний автомобіль, що випускається заводом Daimler-Benz в період з 1932 по 1940 рік. За всю історію було побудовано більше 12 253 моделей, близько 92% з яких з дизельним двигуном OM 59. Решта автомобілів приводилися в дію бензиновим двигуном M 60. Об'єм кожного двигуна становить 3,8 л, потужність — 40 кВт (55 к. с.) при 2000 об/хв.

## Опис
У автомобіля Mercedes-Benz Lo 2000 осі мають поздовжньо розташовані листові пружини, сталеві дискові колеса і шини розміром від 6,5 до 20. Внутрішнє стрічкове гальмо ATE-Lockheed діє на всі колеса. Маса шасі становить 1900 кг, вантажопідйомність — 2700 кг, колісна база — 3800 мм.